# Турсунов, Дмитрий Игоревич
Дми́трий И́горевич Турсу́нов (род. 12 декабря 1982, Москва) — российский теннисист и тренер. Победитель 14 турниров ATP (семь — в одиночном разряде); обладатель Кубка Дэвиса (2006) и Кубка Хопмана (2007) в составе национальной сборной России. Заслуженный мастер спорта.

## Общая информация
Дмитрий — младший из двух сыновей Игоря и Светланы Турсуновых, его брата зовут Денис. Его мать по профессии бухгалтер. В теннис его привел отец, который умер в 2011 году. При жизни Игорь Турсунов был инженером в институте ядерных исследований, а затем занимался бизнесом в сфере тенниса.
Как и некоторые другие российские теннисисты, Турсунов покинул Россию в раннем возрасте. В 12 лет Дмитрий переехал в США, где с тех пор проживает. Там он тренировался в теннисной академии Виталия Горина. Выступает всю свою карьеру, тем не менее, Турсунов под российским флагом.
Лучший элемент игры россиянина — удар с отскока. Дмитрий был обладателем очень мощной подачи, и мало кто из теннисистов его поколения превосходил его в скорости и силе. Действиям Дмитрия на корте наиболее подходили быстрые покрытия.

## Спортивная карьера

### Начало карьеры
Первых побед на турнирах серии «фьючерс» Турсунов добился в 2000 году. В феврале 2001 года он выиграл первый титул из серии «челленджер» на турнире в Далласе. В том же месяце, пройдя квалификационный отбор на турнир в Мемфис, Дмитрий дебютирует в основных соревнованиях ATP-тура. Первое выступление на высоком уровне для Турсунова сложилось весьма успешно. Он смог выиграть три матча и пройти в четвертьфинал. После нескольких неудачных попыток, пройти квалификацию на турниры из серии Большого шлема, Дмитрий впервые сыграл в основной сетке Открытого чемпионата США в 2003 году. В первом же раунде он сотворил сенсацию, обыграв бывшую первую ракетку мира, а на тот момент № 14 — Густаво Куэртена (5-7, 6-2, 6-2, 4-6, 7-6(1)). Затем он смог пройти голландца Йона ван Лоттума, а в третьем раунде уступил бельгийцу Ксавье Малиссу. В сентябре 20-летний россиянин выиграл два «челленджера»: в Мандевилле и Сан-Антонио. В октябре он впервые в карьере поднимается в топ-100 мирового одиночного рейтинга.
В январе 2004 года Турсунов впервые сыграл в основной сетке Открытого чемпионата Австралии и проиграл в первом раунде. Затем он смог выиграть «челленджер» в Ваиколоа-Виллидж. В феврале Дмитрий вышел в четвертьфинал турнира в Мемфисе, а в апреле в Хьюстоне. На дебютном Открытом чемпионате Франции он уступил уже на старте. Удачнее для него сложился первый в карьере Уимблдонский турнир. в первом же раунде он смог пройти известного соотечественника Марата Сафина, затем одолел в драматичном матче Саргиса Саргсяна (пятый сет закончился при счёте 15-13) и вышел в третий раунд, где уступил седьмой ракетке мира Карлосу Мойе. В августе в альянсе с Тревисом Пэрроттом Турсунов вышел в парный финал турнира в Вашингтоне. На турнире в Лонг-Айленде ему удалось выйти в полуфинал, а на Открытом чемпионате США он завершил выступления во втором раунде. После этого он не смог выступать около полугода из-за сломанного позвонка во время лодочной аварии.
Возвращение на корт состоялось в марте 2005 года на турнире серии Мастерс в Индиан-Уэлсе. В мае на Открытом чемпионате Франции он смог пройти стадию первого раунда, но затем снялся с соревнований. На Уимблдонском турнире Турсунов в матче второго раунда в упорной борьбе одолел № 9 в мире Тима Хенмена со счётом 3-6 6-2 3-6 6-3 8-6. Выиграв затем ещё один матч, он впервые вышел в четвёртый раунд на Большом шлеме. В борьбе за четвертьфинал Дмитрий в пяти сетах проиграл французу Себастьяну Грожану. На Открытом чемпионате США он выступил скромнее, дойдя до стадии второго раунда. В сентябре Турсунов сыграл в парном финале турнира в Пекине в дуэте с Михаилом Южным. В конце того месяца он впервые сыграл за сборную России в Кубке Дэвиса. В полуфинальном противостоянии против сборной Хорватии Дмитрий выиграл встречу у Иво Карловича и проиграл парную встречу совместно с Игорем Андреевым. По итогу россияне уступили со счётом 2-3 и не прошли в финал Кубка. В октябре на домашнем для себя Кубке Кремля в Москве Турсунов смог выйти в полуфинал. Через неделю после этого он победил на «челленджере» в датском Колдинге.

### 2006 год. Победа в Кубке Дэвиса, первый титул АТП, и попадание в топ-20

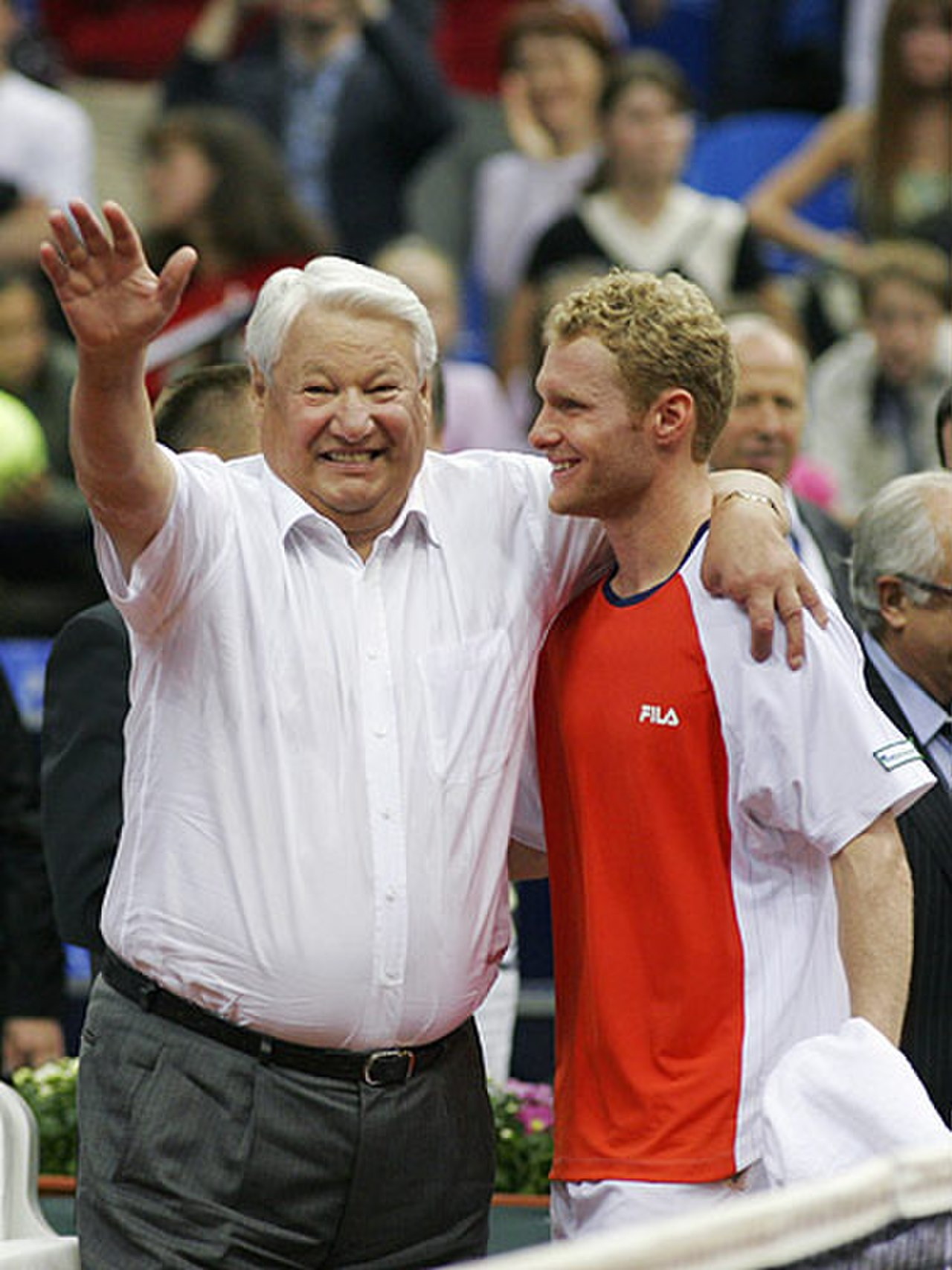
Турсунов (справа) с Борисом Ельциным после своей победы над Энди Роддиком в полуфинале Кубка Дэвиса.

На старте 2006 года Турсунов сыграл на турнирах в Дохе и Сиднее, где вышел в четвертьфинал. На Австралийском чемпионате он выбыл во втором раунде. В феврале Дмитрий принёс два очка в победную копилку сборной России в матче первого раунда Кубка Дэвиса против сборной Нидерландов. На турнире в Мемфисе он вышел в четвертьфинал. В марте россиянин победил на «челленджере» в Санрайзе и неплохо смотрелся на Мастерсе в Майами, выйдя в четвёртый раунд, где проиграл первой ракетке мира Роджеру Федереру. В апреле Турсунов выступил за сборную России в четвертьфинале Кубка Дэвиса против команды Франции. Дмитрий выиграл личную встречу и проиграл в парах, но то поражение стало единственным для россиян, и они прошли в следующую стадию. В мае на Открытом чемпионате Франции Турсунов вышел в третий раунд, где в пятисетовом матче проиграл № 3 в мире Давиду Налбандяну. В июне на травяном турнире в Лондоне он вышел в четвертьфинал, а в Ноттингеме сыграл в парном финале в партнёрстве с Игорем Куницыным. На Уимблдонском турнире в третьем раунде Турсунов смог выбить с турнира № 4 в мире Ивана Любичича (5-7, 4-6, 6-1, 7-6(6), 6-2). В следующем раунде он был близок к выходу в четвертьфинал, но в упорнейшей борьбе все же проиграл финну Яркко Ниеминену (5-7, 4-6, 7-6(2), 7-6(6), 7-9).
В июле на турнире в Лос-Анджелесе Турсунов смог выиграть двух теннисистов из топ-20: Фернандо Гонсалеса и Энди Роддика. Таким образом он впервые вышел в одиночный финал АТП, где встретился с немцем Томми Хаасом и проиграл ему со счётом 6-4, 5-7, 3-6. На следующем для себя турнире в Вашингтоне россиянин добрался до 1/2 финала. На мастерсе в Торонто во втором раунде Турсунов взял реванш у Хааса за поражение в финале в Лос-Анджелесе. Однако уже в следующем раунде он проиграл лидеру рейтинга Роджеру Федереру, сумев выиграть у него второй сет. На Открытом чемпионате США Дмитрий также доиграл до третьего раунда, где в пяти сетах проиграл № 14 Томашу Бердыху. В сентябре Турсунов стал главным героем победы команды России в полуфинале Кубка Дэвиса над сборной США. Матч проводился в Москве в Олимпийском. Участие Дмитрия в той встрече началось с неудачи. Турсунов с Михаилом Южным вышел на парную встречу против братьев Брайанов при счёте 2-0 в пользу России. Российский дуэт проиграл в сухую по сетам и команда США набрала первое очко. На следующий день Турсунову предстояло выйти на корт против шестой ракетки мира Энди Роддика, и в случае поражения американцы могли сравнять счёт и выйти на решающий матч за победу между Сафиным и Блейком. Дмитрий смог сотворить сенсацию и в тяжелейшем поединке победить. Матч Роддика и Турсунова продолжался 4 часа 48 минут и закончился со счётом 6-3, 6-4, 5-7, 3-6, 17-15 в пользу россиянина. В итоге Россия впервые обыграла США в очном матче Кубка Дэвиса и отправилась в свой четвёртый в истории финал.
После этого успеха Турсунов смог добиться ещё одного важного результата. На турнире в Мумбаи в конце сентября он завоевал свой первый в карьере титул в АТП-туре. В полуфинале тех соревнований он переиграл седьмую ракетку мира Томми Робредо (7-6(2), 3-6, 6-1), а в финале нанёс поражение № 14 Томашу Бердыху (6-3, 4-6, 7-6(5)). После турнира Дмитрий Турсунов поднялся на самую высокую для себя строчку в рейтинге за свою карьеру, заняв 20-ю позицию. В ноябре он принял участие в «челленджере» в Днепропетровске и стал его победителем. В конце сезона Турсунов сыграл в финале Кубка Дэвиса против команды Аргентины. На этот раз герой полуфинальной встречи с США сыграл только в парном матче, но добился важной победы в альянсе с Маратом Сафиным. В итоге россияне обыграли аргентинцев с общим счётом 3-2, и Турсунов стал обладателем престижного командного кубка. Богатый на достижения сезон 2006 года он завершил на 22-м месте в рейтинге.

### 2007—2009. Пять одиночных титулов в Туре

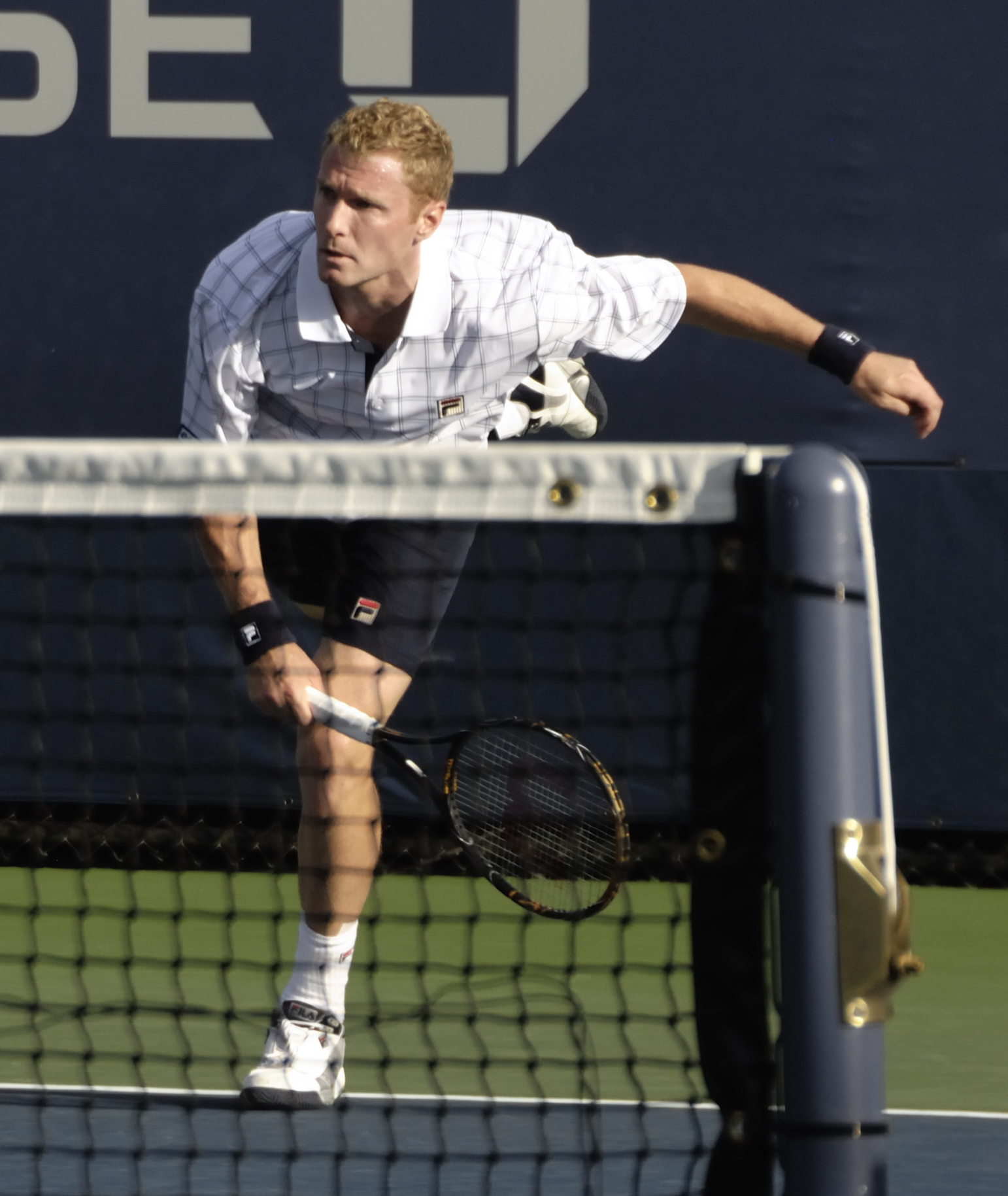
Турсунов на Открытом чемпионате США 2009 года

Свои выступления в 2007 году Турсунов начал с участие в неофициальном командном турнире Кубок Хопмана, где в партнёрстве с Надеждой Петровой вывел команду России в финал, где они обыграли команду Испании и впервые для представителей России выиграли эти командные соревнования. На Открытом чемпионате Австралии его результатом стал выход в третий раунд, где Дмитрий проиграл Томашу Бердыху. Весенняя часть сезона складывалась не слишком удачно для Турсунова. На всех турнирах он выбывал уже на ранних стадиях. На Ролан Гаррос россиянин проиграл во втором раунде. Лучше для него сложились выступления в парном разряде, где он смог выйти в четвертьфинал, выступая совместно с Игорем Куницыным. В июне на траве в Лондоне Турсунов прошёл в полуфинал и обыграл шестого в мире Фернандо Гонсалеса. Через неделю он вышел в полуфинал турнира в Ноттингеме. На Уимблдоне Дмитрий доиграл до третьего раунда, где потерпел поражение от № 10 Томми Хааса. В июле на харде в Индианаполисе он выиграл свой второй титул в АТП-туре. По ходу турнира теннисист с самым высоким рейтингом ему встретился в первом раунде — № 69 Майкл Расселл. В финале же он обыграл 109-ю ракетку мира Франка Данцевича — 6-4, 7-5. Открытый чемпионат США завершился в первом раунде поражением от Тима Хенмена. В конце сентября Турсунов смог выиграть ещё один титул, завоевав его на турнире в Бангкоке, где в финале был обыгран Беньямин Беккер — 6-2, 6-1. В октябре на Кубке Кремля в Москве Турсунов в альянсе с Маратом Сафиным выиграл свой первый парный титул, победив в финале пару Зовко / Цибулец со счетом 6-4, 6-2. На турнире в Санкт-Петербурге он достиг четвертьфинала. В концовке сезона Турсунов сыграл в финале Кубка Дэвиса против команды США. Американцы смогли взять реванш за поражение в полуфинале прошлого года. На своей земле они уверенно обыграли россиян со счётом 4-1, а Турсунов проиграл обе своих встречи. Сначала ему отомстил Энди Роддик за поражение год назад, а затем Дмитрия переиграл Джеймс Блейк.
Первым результатом в 2008 году для Турсунова стал четвертьфинал в Дохе. Через неделю после этого турнира он стал победителем турнира в Сиднее. Самые серьёзные соперники у него были на ранних стадиях: в первом раунде он обыграл № 28 в мире Стэна Вавринку, а во втором № 8 Ришара Гаске. В финале Дмитрию противостоял 125-й теннисист в мире Крис Гуччоне, которого россиянин обыграл со счётом 7-6(3), 7-6(4). Австралийский чемпионат завершился для Турсунова во втором раунде. В феврале он выиграл парные соревнования турнира в Роттердаме, сыграв в дуэте с Томашем Бердыхом. В начале марта лишь Турсунов и француз Микаэль Льодра входили в топ-40 мирового рейтинга и в одиночном, и в парном разрядах. В конце марта на мастерсе в Майами он во второй раз в сезоне обыграл № 8 в мире Ришара Гаске и в целом прошёл на турнире до четвёртого раунда. В мае Турсунов сыграл в составе команды России на неофициальном командном Кубке мира. Россияне смогли выйти из своей группы в финал, где уступили команде Швеции. На Открытом чемпионате Франции Дмитрий в одиночном разряде вышел в третий раунд, а в мужских парах смог дойти до полуфинала, выступив там с Игорем Куницыным. Уимблдон завершился для Турсунова в третьем раунде.
В июле 2008 года он остановился в шаге от защиты прошлогоднего титула в Индианаполисе. Обыграв в полуфинале № 8 в мире Джеймса Блейка (4-6, 6-3, 6-4), Дмитрий в главном матче турнира встретился с Жилем Симоном и уступил французу в двух сетах (4-6, 4-6). В августе он выступил на первой в карьере Олимпиаде, которая проводилась в Пекине. С жеребьевкой Олимпийского турнира Турсунова не повезло, уже в первом раунде он встретился с первым в мире Роджером Федерером и проиграл ему в двух сетах. В парном разряде с Михаилом Южным он выбыл на стадии второго раунда. На Открытом чемпионате США он проиграл в третьем раунде соотечественнику из топ-10 Николаю Давыденко. В сентябре Турсунов стал чемпионом на турнире в Меце. В финале к огорчению французских зрителей он обыграл Поля-Анри Матьё — 7-6(6), 1-6, 6-4. Титул стал пятым в карьере Дмитрия на одиночных турнирах АТП-тура. В самом конце сезона он выиграл «челленджер» в Хельсинки.
Старт сезона 2009 года оказался для Турсунова неудачным. Он проиграл первые матчи на четырёх турнирах подряд, включая Открытый чемпионат Австралии. В феврале на турнире в Дубае он смог победить в парном разряде, выиграв титул в команде с Риком де Вустом. В мае на Открытом чемпионате Франции Турсунов выбыл в первом же раунде, зато в дуэте с Куницыным смог дойти до четвертьфинала. В июне Дмитрий смог выиграть титул на травяном турнире в Истборне. В финале он обыграл канадского теннисиста Фрэнка Данцевича — 6-3, 7-6(5). Примечательно, что для Данцевича это был второй в карьере финал АТП и оба раза завоевать титул ему помешал именно Турсунов. Он также стал также первым россиянином со времён Евгения Кафельникова, первенствовавшим в немецком Халле в 2002 году, победившим на турнире на травяном покрытии в одиночном разряде. Кроме того, это стало первой в истории победой россиян в одиночном разряде в турнирах АТП, проводящихся в Великобритании. На Уимблдоне Турсунов не смог доиграть матч первого раунда и выбыл с соревнований. В июле на турнире в Индианаполисе он дошёл до четвертьфинала и выиграл парный приз в дуэте с Эрнестом Гулбисом. Открытый чемпионат США завершился для него уже на старте, а после него был вынужден закончить досрочно сезон из-за травмы лодыжки.

### 2010—2012

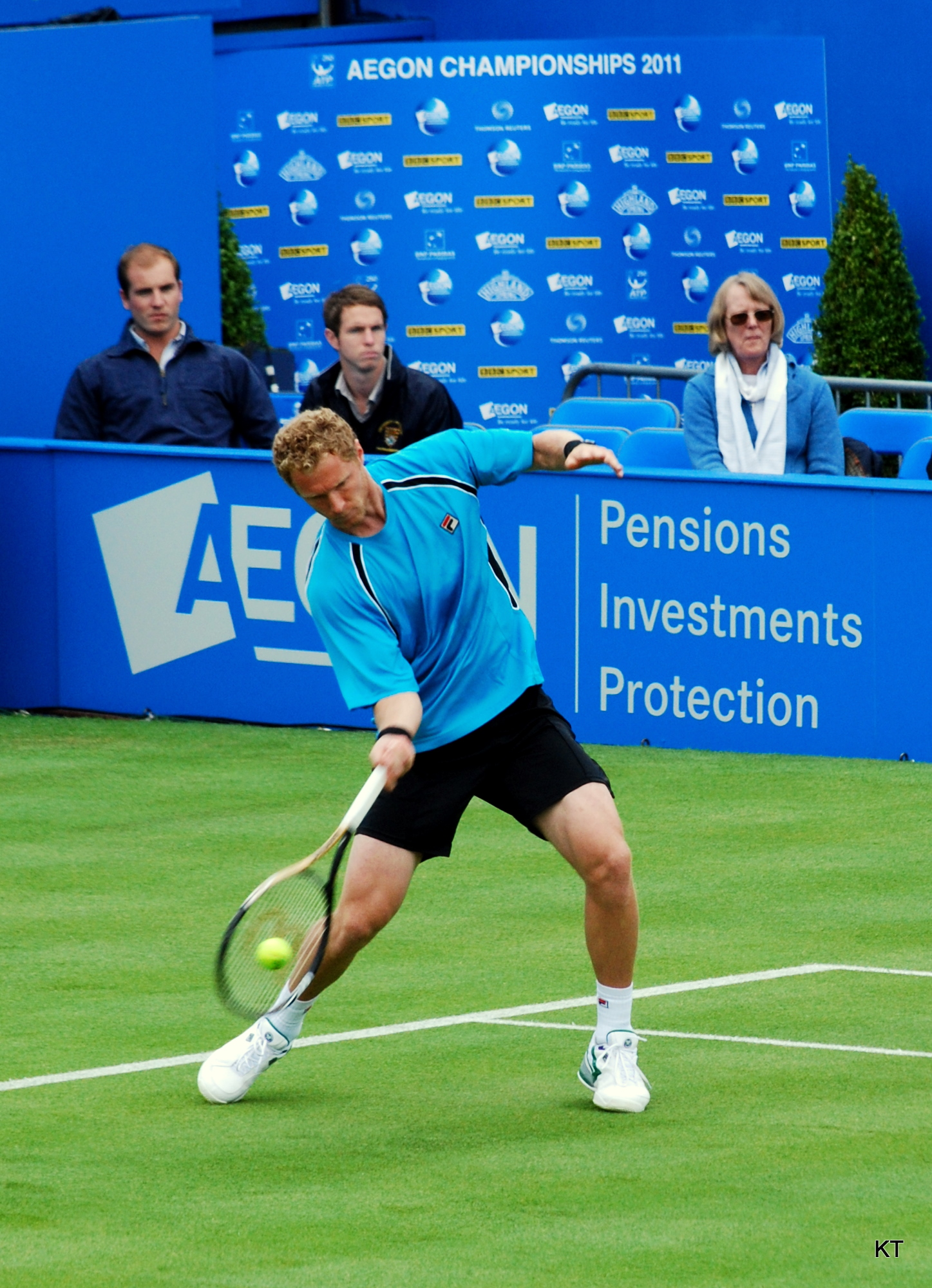
Турсунов на турнире в Лондоне 2011 года

Лечение травмы затянулось на долгий срок и Турсунов смог вернуться к игровой практике уже в мае 2010 года. Первым турниром после паузы стал Открытый чемпионат Франции, где Дмитрия в первом раунде разгромил Даниэль Химено-Травер. На Уимблдонском турнире он также выбыл в первом раунде от рук Райнера Шуттлера. На Открытом чемпионате США на старте он проиграл Юргену Мельцеру уже в пяти сетах. В октябре Турсунов впервые после возвращения дошёл до четвертьфинала в Мировом туре, сделав это на турнире в Токио. На Кубке Кремля в Москве он стал победителем парных соревнования совместно с Игорем Куницыным. Ещё на одном домашнем турнире в Санкт-Петербурге Дмитрий вышел в полуфинал, где проиграл соотечественнику Михаилу Южному.
Австралийский чемпионат 2011 года закончился для Турсунова поражением в первом раунде. После него он сыграл на «челленджере» в Сингапуре и смог его выиграть. В феврале на зальном турнире в Марселе Дмитрий вышел в четвертьфинал, где смог переиграть № 10 в мире Юргена Мельцера (6-4, 2-6, 6-1). В полуфинале он не смог переиграть № 4 Робина Сёдерлинга. В марте 28-летний россиянин выиграл ещё один «челленджер», который проводился в Бате. В первом раунде Открытого чемпионата Франции он в пяти сетах уступил Ксавье Малиссу. В июне Турсунов напомнил о себе теннисному миру, выиграв турнир на траве в Хертогенбосе, в решающем матче уверенно победив Ивана Додига из Хорватии — 6-3, 6-2. Этот титул стал седьмым одиночным в карьере Турсунова и первым с 2009 года в туре. На Уимблдонском турнире он на старте обыграл Гулбиса, а во втором раунде уступил Мельцеру. На Открытом чемпионате США он уже выбывает в первом раунде. В осенней части сезона Турсунов два раза смог выйти в четвертьфинал: на турнирах в Куала-Лумпуре и Москве.
На Открытом чемпионате Австралии 2012 года Дмитрий проигрывает в первом раунде. В начале сезона он пропустил много турниров. В мае на Ролан Гаррос Турсунов вышел во второй раунд, где завершил выступления на турнире. В июне на турнире в Хертогенбосе, где год назад он стал победителем, Турсунов на этот раз вышел в финал в парном разряде в альянсе с колумбийцем Хуаном Себастьяном Кабалем. На Уимблдоне он выступил неудачно, вылетев после первого же раунда. В августе он выступил на своей второй Олимпиаде, которая проводилась в Лондоне. Выступление Дмитрия также окончилось бесславно — поражением в первом раунде от Фелисиано Лопеса. Из-за низкого рейтинга Турсунов не попал в основную сетку Открытого чемпионата США и был вынужден отбираться на турнир через квалификацию. Эта попытка окончилась неудачей. В сентябре россиянин выиграл два «челленджера»: в Стамбуле и Измире. В октябре, попав через квалификацию на турнир в Токио, Дмитрий смог дойти там до четвертьфинала.

### 2013—2017

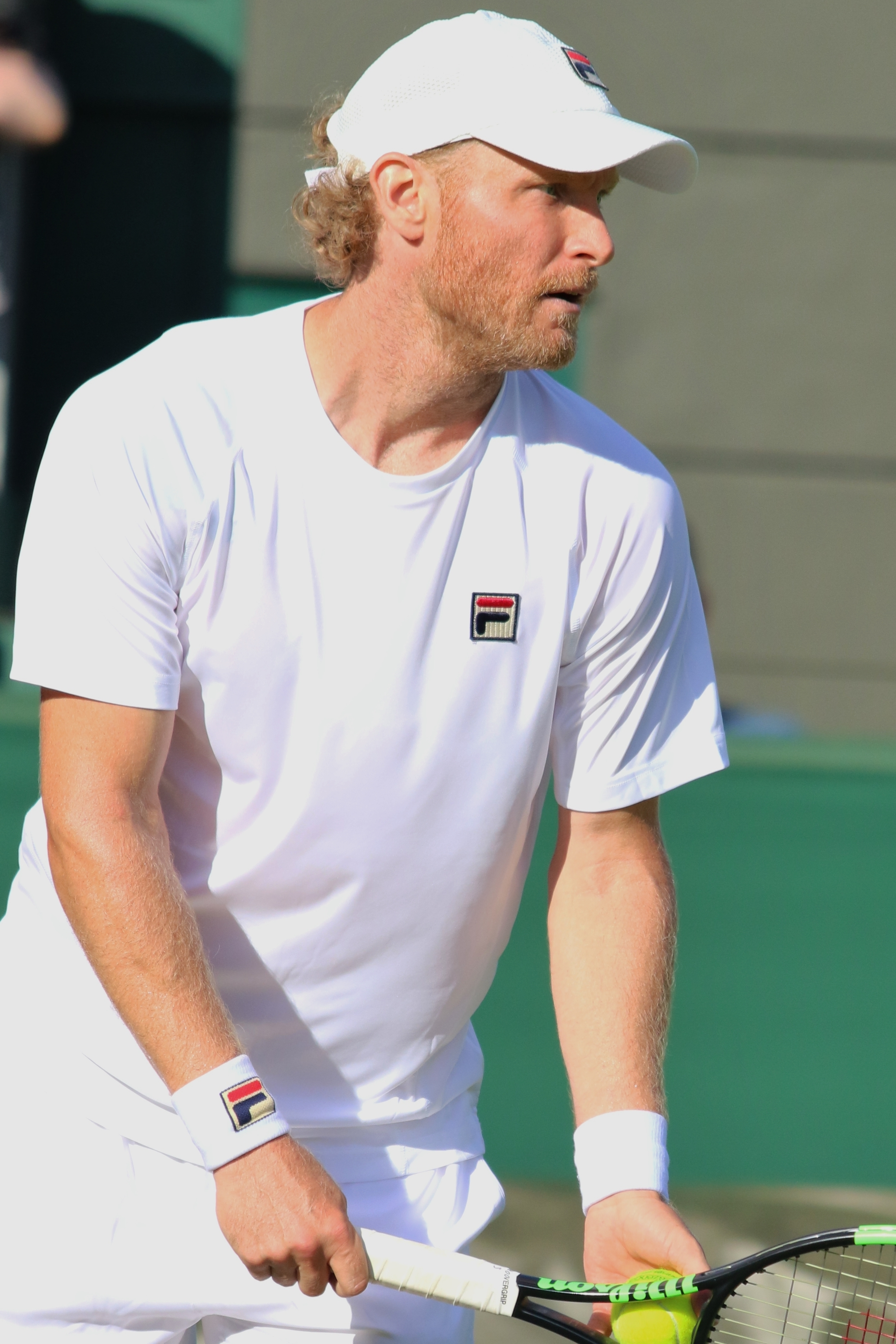
Турсунов на Уимблдонском турнире 2017 года

Сезон 2013 года Турсунов начал в феврале, пропустив австралийскую часть сезона. На турнире в Марселе в матче второго раунда он переиграл № 9 в мире Янко Типсаревича, а остановить Дмитрия смог № 6 в мире Томаш Бердых на стадии полуфинала. Ему же Турсунов проиграл и на следующем для себя турнире в Дубае на стадии 1/4 финала. В апреле на грунтовом турнире в Барселоне он смог обыграть ещё одного сильного теннисиста — четвёртую ракетку мира Давида Феррера и вышел в третий раунд. На турнире в Мюнхене Дмитрий выиграл парный трофей совместно с Яркко Ниеминеным. На Открытом чемпионате Франции он не смог доиграть матч второго раунда из-за травмы мышцы бедра. Уимблдон для него завершился поражением в первом раунде от Томми Хааса. В августе Турсунов неплохо смотрелся на турнире в Вашингтоне, где выиграл четыре матча и прошёл в полуфинал. На мастерсе в Цинциннати он второй раз в сезоне обыграл № 4 в рейтинге Давида Феррера и смог добраться до четвертьфинала, нача свой путь на турнире с квалификационного отбора. До стадии 1/4 финала он затем дошёл и на турнире в Уинстон-Сейлеме. На Открытом чемпионате США Дмитрий вышел в третий раунд, но не смог доиграть свой поединок против № 9 в мире Ришара Гаске, получив по ходу матча травму паха. Следующий раз Турсунов вышел на корт на турнире в Санкт-Петербурге в сентябре, где доиграл до четвертьфинала. Через неделю он вышел в четвертьфинал на турнире в Куала-Лумпуре. В октябре россиянин вышел в полуфинал турнира в Валенсии. По итогам сезона он впервые с 2008 года вошёл в топ-30, заняв 29-е место рейтинга.
За неделю до Австралийского чемпионата 2014 года Турсунов смог выйти в полуфинал турнира в Сиднее. На первом году Большом шлеме он во втором раунде проиграл Денису Истомину. Выступления по ходу сезона складывались для Дмитрия не лучшим образом. Первое попадание в четвертьфинал после января произошло в мае на турнире в Ницце. На Открытом чемпионате Франции он третий раз в карьере вышел в третий раунд, где проиграл швейцарцу Роджеру Федереру в четырёх сетах. На Уимблдоне он выбыл уже в первом раунде от рук Истомина. Из-за травмы ноги было под вопросом его участие в Открытом чемпионате США, однако в последний момент он все-таки выступил на турнире, но проиграл уже на старте. После этого он не выступал на турнирах более года.
Вернулся на корт Дмитрий уже в октябре 2015 года и выступил на Кубке Кремля в Москве. На одиночный турнир он не попал, не пройдя квалификацию, зато в парном турнире выступал в дуэте с подающим надежды соотечественником Андреем Рублёвым. Их союз опыта и молодости принёс успех и они смогли завоевать парный титул, который стал к тому же дебютным в карьере 18-летнего Рублёва.
В январе 2016 года на Австралийском чемпионате Турсунов проиграл уже в первом раунде. Также завершилось для него выступление на Ролан Гаррос и Уимблдоне. В 2017 году он принял участие в трёх турнирах Большого шлема (всех кроме Ролан Гаррос), где каждый раз Дмитрий проигрывал на старте. В целом с января 2016 года по август 2017 года Турсунов заявился на 12 одиночных турниров ATP по защищенному рейтингу, потерпев в 14 матчах 12 поражений. При этом сезон-2017 Турсунов завершил в конце пятой сотни одиночного рейтинга ATP. 2017 год стал последним в профессиональной карьере теннисиста.

## Карьера тренера
С 2017 по 2019 годы и несколько месяцев в 2020 году был тренером Арины Соболенко. При нём Арина достигла значительных успехов: вошла в топ-10 мирового рейтинга в одиночном разряде, выиграла турниры Большого шлема в парном разряде.
С августа 2021 года до 6 июня 2022 года тренировал эстонку Анетт Контавейт.
В 2022 году тренировал победительницу Открытого чемпионата США 2021 Эмму Радукану.
С октября 2022 года по апрель 2023 года — тренер Белинды Бенчич. При Турсунове в январе-феврале 2023 года Бенчич выиграла два турнира WTA 500 — в Аделаиде и Абу-Даби.
В августе 2023 года вошёл в тренерский штаб россиянки Вероники Кудерметовой. В сентябре-октябре 2023 года Кудерметова победила на турнире WTA 500 в Токио, выиграв второй одиночный титул в карьере. В декабре 2023 года стало известно, что Турсунов и Кудерметова больше не работают вместе.

## Рейтинг на конец года
| Год  | Одиночный рейтинг | Парный рейтинг |
| 2017 | 487               |                |
| 2016 | 411               |                |
| 2015 |                   | 258            |
| 2014 | 110               | 179            |
| 2013 | 29                | 139            |
| 2012 | 122               | 206            |
| 2011 | 40                | 237            |
| 2010 | 197               | 121            |
| 2009 | 89                | 53             |
| 2008 | 22                | 45             |
| 2007 | 34                | 61             |
| 2006 | 22                | 57             |
| 2005 | 60                | 198            |
| 2004 | 80                | 144            |
| 2003 | 98                | 375            |
| 2002 | 320               | 261            |
| 2001 | 174               | 747            |
| 2000 | 320               | 808            |
| 1999 | 636               | 728            |
| 1998 | 1 256             | 1 275          |

По данным официального сайта ATP на последнюю неделю года.

## Выступления на турнирах

### Финалы турнировATPв одиночном разряде (9)

#### Победы (7)
| Легенда                                |
| -------------------------------------- |
| Турниры Большого шлема (0)*            |
| Итоговый турнир ATP (0)                |
| Мастерс (0)                            |
| ATP International Gold / АТР 500 (0+2) |
| ATP International / АТР 250 (7+5)      |

| Титулы по покрытиям | Титулы по месту проведения матчей турнира |
| ------------------- | ----------------------------------------- |
| Хард (5+6)*         | Зал (2+4)                                 |
| Грунт (0+1)         | Зал (2+4)                                 |
| Трава (2)           | Открытый воздух (5+3)                     |
| Ковёр (0)           | Открытый воздух (5+3)                     |

* количество побед в одиночном разряде + количество побед в парном разряде.
| №  | Дата             | Турнир                  | Покрытие   | Соперник в финале | Счёт           |
| 1. | 1 октября 2006   | Мумбаи, Индия           | Хард       | Томаш Бердых      | 6-3 4-6 7-6(5) |
| 2. | 29 июля 2007     | Индианаполис, США       | Хард       | Фрэнк Данцевич    | 6-4 7-5        |
| 3. | 30 сентября 2007 | Бангкок, Таиланд        | Хард (зал) | Беньямин Беккер   | 6-2 6-1        |
| 4. | 12 января 2008   | Сидней, Австралия       | Хард       | Крис Гуччоне      | 7-6(3) 7-6(4)  |
| 5. | 5 октября 2008   | Мец, Франция            | Хард (зал) | Поль-Анри Матьё   | 7-6(6) 1-6 6-4 |
| 6. | 20 июня 2009     | Истборн, Великобритания | Трава      | Фрэнк Данцевич    | 6-3 7-6(5)     |
| 7. | 18 июня 2011     | Хертогенбос, Нидерланды | Трава      | Иван Додиг        | 6-3 6-2        |

#### Поражения (2)
| №  | Дата         | Турнир            | Покрытие | Соперник в финале | Счёт        |
| 1. | 30 июля 2006 | Лос-Анджелес, США | Хард     | Томми Хаас        | 6-4 5-7 3-6 |
| 2. | 20 июля 2008 | Индианаполис, США | Хард     | Жиль Симон        | 4-6 4-6     |

### Финалы челленджеров и фьючерсов в одиночном разряде (24)

#### Победы (17)
| Условные обозначения |
| Челленджеры (12+5)*  |
| Фьючерсы (5+1)       |

| Титулы по покрытиям | Титулы по месту проведения матчей турнира |
| ------------------- | ----------------------------------------- |
| Хард (17+4)*        | Зал (5+2)                                 |
| Грунт (0+2)         | Зал (5+2)                                 |
| Трава (0)           | Открытый воздух (12+4)                    |
| Ковёр (0)           | Открытый воздух (12+4)                    |

* количество побед в одиночном разряде + количество побед в парном разряде.
| №   | Дата             | Турнир                  | Покрытие   | Соперник в финале   | Счёт              |
| 1.  | 30 июля 2000     | Сент-Джозеф, США        | Хард       | Петер Лучак         | 6-7(2) 6-0 6-2    |
| 2.  | 26 ноября 2000   | Малибу, США             | Хард       | Хосе де Армас       | 6-2 6-1           |
| 3.  | 10 декабря 2000  | Скоттсдейл, США         | Хард       | Стефан Воутерс      | 6-4 7-5           |
| 4.  | 28 января 2001   | Холландейл-Бич, США     | Хард       | Джефф Моррисон      | 7-6(0) 6-3        |
| 5.  | 11 февраля 2001  | Даллас, США             | Хард (зал) | Джастин Бауэр       | 6-2 6-4           |
| 6.  | 15 сентября 2002 | Клермонт, США           | Хард       | Равен Класен        | 6-3 6-4           |
| 7.  | 21 сентября 2003 | Мандевиль, США          | Хард       | Ян Герных           | 3-6 6-3 6-4       |
| 8.  | 28 сентября 2003 | Сан-Антонио, США        | Хард       | Себастьен де Шоньяк | 6-2 6-7(3) 6-4    |
| 9.  | 1 февраля 2004   | Ваиколоа-Виллидж, США   | Хард       | Алехандро Фалья     | 7-5 7-6(4)        |
| 10. | 23 октября 2005  | Кольдинг, Дания         | Хард (зал) | Стив Дарси          | 6-3 6-4           |
| 11. | 19 марта 2006    | Санрайз, США            | Хард       | Альберто Мартин     | 6-3 6-1           |
| 12. | 19 ноября 2006   | Днепропетровск, Украина | Хард (зал) | Беньямин Беккер     | 7-6(7) 6-4        |
| 13. | 23 ноября 2008   | Хельсинки, Финляндия    | Хард (зал) | Кароль Бек          | 6-4 6-3           |
| 14. | 30 января 2011   | Сингапур                | Хард       | Лукаш Росол         | 6-4 6-2           |
| 15. | 27 марта 2011    | Бат, Великобритания     | Хард (зал) | Андреас Бек         | 6-4 6-4           |
| 16. | 16 сентября 2012 | Стамбул, Турция         | Хард       | Адриан Маннарино    | 6-4 7-6(5)        |
| 17. | 23 сентября 2012 | Измир, Турция           | Хард       | Илья Марченко       | 7-6(4) 6-7(5) 6-3 |

#### Поражения (7)
| №  | Дата            | Турнир                    | Покрытие   | Соперник в финале | Счёт              |
| 1. | 23 июля 2000    | Канзас-Сити, США          | Хард       | Джеймон Крабб     | 2-6 4-6           |
| 2. | 5 ноября 2000   | Хэттисберг, США           | Хард       | Скотт Баррон      | 7-6(2) 6-7(7) 3-6 |
| 3. | 20 июля 2003    | Аптос, США                | Хард       | Джефф Салзенштейн | 7-5 5-7 4-6       |
| 4. | 17 августа 2003 | Бронкс, США               | Хард       | Иво Карлович      | 3-6 3-6           |
| 5. | 18 ноября 2007  | Днепропетровск, Украина   | Хард (зал) | Миша Зверев       | 4-6 4-6           |
| 6. | 17 апреля 2011  | Афины, Греция             | Хард       | Маттиас Бахингер  | Без игры          |
| 7. | 5 июня 2012     | Ноттингем, Великобритания | Трава      | Беньямин Беккер   | 6-4 1-6 4-6       |

### Финалы турнировATPв парном разряде (12)

#### Победы (7)
| №  | Дата            | Турнир                | Покрытие   | Партнёр        | Соперники в финале              | Счёт           |
| 1. | 14 октября 2007 | Москва, Россия        | Хард (зал) | Марат Сафин    | Ловро Зовко Томаш Цибулец       | 6-4 6-2        |
| 2. | 24 февраля 2008 | Роттердам, Нидерланды | Хард (зал) | Томаш Бердых   | Филипп Кольшрайбер Михаил Южный | 7-5 3-6 [10-7] |
| 3. | 28 февраля 2009 | Дубай, ОАЭ            | Хард       | Рик де Вуст    | Мартин Дамм Роберт Линдстедт    | 4-6 6-3 [10-5] |
| 4. | 26 июля 2009    | Индианаполис, США     | Хард       | Эрнест Гулбис  | Джордан Керр Эшли Фишер         | 6-4 3-6 [11-9] |
| 5. | 24 октября 2010 | Москва, Россия (2)    | Хард (зал) | Игорь Куницын  | Янко Типсаревич Виктор Троицки  | 7-6(8) 6-3     |
| 6. | 5 мая 2013      | Мюнхен, Германия      | Грунт      | Яркко Ниеминен | Маркос Багдатис Эрик Буторак    | 6-1 6-4        |
| 7. | 25 октября 2015 | Москва, Россия (3)    | Хард (зал) | Андрей Рублёв  | Раду Албот Франтишек Чермак     | 2-6 6-1 [10-6] |

#### Поражения (5)
| №  | Дата             | Турнир                    | Покрытие | Партнёр               | Соперники в финале            | Счёт        |
| 1. | 22 августа 2004  | Вашингтон, США            | Хард     | Тревис Пэрротт        | Робби Кёниг Крис Хаггард      | 6-7(3) 1-6  |
| 2. | 18 сентября 2005 | Пекин, Китай              | Хард     | Михаил Южный          | Джастин Гимелстоб Натан Хили  | 6-4 3-6 2-6 |
| 3. | 24 июня 2006     | Ноттингем, Великобритания | Трава    | Игорь Куницын         | Энди Рам Йонатан Эрлих        | 3-6 2-6     |
| 4. | 10 октября 2010  | Токио, Япония             | Хард     | Андреас Сеппи         | Эрик Буторак Жан-Жюльен Ройер | 3-6 2-6     |
| 5. | 23 июня 2012     | Хертогенбос, Нидерланды   | Трава    | Хуан Себастьян Кабаль | Роберт Линдстедт Хория Текэу  | 3-6 6-7(1)  |

### Финалы челленджеров и фьючерсов в парном разряде (10)

#### Победы (6)
| №  | Дата           | Турнир                  | Покрытие   | Партнёр              | Соперники в финале           | Счёт           |
| 1. | 21 мая 2000    | Виро-Бич, США           | Грунт      | Левар Харпер-Гриффит | Диего Айяла Хосе де Армас    | 6-3 6-4        |
| 2. | 3 ноября 2002  | Тайлер, США             | Хард       | Петер Лучак          | Джейсон Маршалл Энтони Росс  | 6-1 6-4        |
| 3. | 17 ноября 2002 | Ноксвилл, США           | Хард (зал) | Мартин Веркерк       | Хьюго Армандо Серхио Ройтман | 6-3 6-4        |
| 4. | 21 марта 2004  | Бока-Ратон, США         | Хард       | Игорь Андреев        | Кеннет Карлсен Томас Энквист | 6-3 6-7(3) 7-5 |
| 5. | 30 апреля 2005 | Рим, Италия             | Грунт      | Мануэль Хоркера      | Виктор Йоницэ Рэзван Сабау   | 1-6 7-6(4) 6-4 |
| 6. | 16 ноября 2008 | Днепропетровск, Украина | Хард (зал) | Гильермо Каньяс      | Лукаш Кубот Оливер Марах     | 6-3 7-6(5)     |

#### Поражения (4)
| №  | Дата          | Турнир            | Покрытие | Партнёр          | Соперники в финале                              | Счёт    |
| 1. | 7 марта 1999  | Манила, Филиппины | Хард     | Ираклий Лабадзе  | Эндрю Руэб Маркус Хилперт                       | 4-6 6-7 |
| 2. | 1 июня 2003   | Турин, Италия     | Грунт    | Джек Брейсингтон | Эмилио Бенфеле Альварес Габриэль Трухильо Солер | 4-6 2-6 |
| 3. | 15 мая 2005   | Сан-Ремо, Италия  | Грунт    | Мануэль Хоркера  | Франческо Алди Томас Тенкони                    | 4-6 3-6 |
| 4. | 19 марта 2006 | Санрайз, США      | Хард     | Горан Драгичевич | Робин Вик Петр Пала                             | 4-6 2-6 |

### Финалы командных турниров (4)

#### Победы (2)
| №  | Год  | Турнир        | Команда                                    | Соперник в финале                                          | Счёт |
| 1. | 2006 | Кубок Дэвиса  | Россия Н. Давыденко, М. Сафин, Д. Турсунов | Аргентина Х. Акасусо, А. Кальери, Д. Налбандян, Х. И. Чела | 3-2  |
| 2. | 2007 | Кубок Хопмана | Россия Н.Петрова, Д.Турсунов               | Испания А.Медина, Т.Робредо                                | 2-0  |

#### Поражения (2)
| №  | Год  | Турнир               | Команда                                                | Соперник в финале                                | Счёт |
| 1. | 2007 | Кубок Дэвиса         | Россия И. Андреев, Н. Давыденко, Д. Турсунов, М. Южный | США Д. Блейк, Б. Брайан, М. Брайан, Э. Роддик    | 1-4  |
| 2. | 2008 | Командный Кубок мира | Россия · И. Андреев, Д. Турсунов, М. Южный             | Швеция · Р. Линдстедт, Р. Сёдерлинг, Т. Юханссон | 1-2  |

## История выступлений на турнирах
| Турнир                       | 2001           | 2002           | 2003           | 2004           | 2005           | 2006           | 2007           | 2008           | 2009           | 2010           | 2011           | 2012           | 2013           | 2014           | 2016           | 2017           | Итого  | В/П за карьеру |
| ---------------------------- | -------------- | -------------- | -------------- | -------------- | -------------- | -------------- | -------------- | -------------- | -------------- | -------------- | -------------- | -------------- | -------------- | -------------- | -------------- | -------------- | ------ | -------------- |
| Турниры Большого шлема       |                |                |                |                |                |                |                |                |                |                |                |                |                |                |                |                |        |                |
| Открытый чемпионат Австралии | -              | -              | К              | 1Р             | -              | 2Р             | 3Р             | 2Р             | 1Р             | -              | 1Р             | 1Р             | -              | 2Р             | 1Р             | 1Р             | 0 / 10 | 5-10           |
| Открытый чемпионат Франции   | -              | -              | К              | 1Р             | 2Р             | 3Р             | 2Р             | 3Р             | 1Р             | 1Р             | 1Р             | 2Р             | 2Р             | 3Р             | 1Р             | -              | 0 / 12 | 10-11          |
| Уимблдонский турнир          | К              | -              | К              | 3Р             | 4Р             | 4Р             | 3Р             | 3Р             | 1Р             | 1Р             | 2Р             | 1Р             | 1Р             | 1Р             | 1Р             | 1Р             | 0 / 13 | 13-13          |
| Открытый чемпионат США       | К              | -              | 3Р             | 2Р             | 2Р             | 3Р             | 1Р             | 3Р             | 1Р             | 1Р             | 1Р             | К              | 3Р             | 1Р             | -              | 1Р             | 0 / 12 | 10-12          |
| Итог                         | 0 / 0          | 0 / 0          | 0 / 1          | 0 / 4          | 0 / 3          | 0 / 4          | 0 / 4          | 0 / 4          | 0 / 4          | 0 / 3          | 0 / 4          | 0 / 3          | 0 / 3          | 0 / 4          | 0 / 3          | 0 / 3          | 0 / 47 |                |
| В/П в сезоне                 | 0-0            | 0-0            | 2-1            | 3-4            | 5-2            | 8-4            | 5-4            | 7-4            | 0-4            | 0-3            | 1-4            | 1-3            | 3-3            | 3-4            | 0-3            | 0-3            |        | 38-46          |
| Олимпийские игры             |                |                |                |                |                |                |                |                |                |                |                |                |                |                |                |                |        |                |
| Летняя олимпиада             | Не проводился  | Не проводился  | Не проводился  | -              | Не проводился  | Не проводился  | Не проводился  | 1Р             | Не проводился  | Не проводился  | Не проводился  | 1Р             | Не проводился  | Не проводился  | -              | НП             | 0 / 2  | 0-2            |
| Турниры АТР Мастерс          |                |                |                |                |                |                |                |                |                |                |                |                |                |                |                |                |        |                |
| Индиан-Уэлс                  | -              | -              | -              | 1Р             | 1Р             | 2Р             | 2Р             | 2Р             | 3Р             | -              | -              | -              | 1Р             | 3Р             | 1Р             | -              | 0 / 9  | 4-9            |
| Майами                       | -              | -              | -              | 1Р             | -              | 4Р             | 2Р             | 4Р             | 3Р             | -              | -              | -              | 2Р             | 2Р             | -              | -              | 0 / 7  | 8-6            |
| Монте-Карло                  | -              | -              | -              | -              | -              | 1Р             | 1Р             | 1Р             | -              | -              | -              | -              | -              | 2Р             | -              | -              | 0 / 4  | 1-4            |
| Мадрид                       | -              | -              | -              | -              | -              | 1Р             | 1Р             | 1Р             | -              | -              | -              | -              | -              | 1Р             | -              | -              | 0 / 4  | 0-4            |
| Рим                          | -              | -              | -              | К              | -              | 1Р             | 2Р             | 1Р             | -              | -              | -              | -              | К              | 2Р             | -              | -              | 0 / 4  | 2-4            |
| Монреаль / Торонто           | -              | -              | -              | -              | -              | 3Р             | 1Р             | 3Р             | 1Р             | -              | -              | -              | -              | -              | 1Р             | -              | 0 / 5  | 4-5            |
| Цинциннати                   | -              | -              | -              | 1Р             | 1Р             | 2Р             | 1Р             | 3Р             | -              | -              | -              | -              | 1/4            | -              | -              | -              | 0 / 6  | 6-6            |
| Шанхай                       | Не проводился. | Не проводился. | Не проводился. | Не проводился. | Не проводился. | Не проводился. | Не проводился. | Не проводился. | -              | -              | 2Р             | -              | 1Р             | -              | -              | -              | 0 / 2  | 1-1            |
| Париж                        | -              | -              | -              | -              | 3Р             | 3Р             | 1Р             | 2Р             | -              | -              | 1Р             | К              | 1Р             | -              | -              | -              | 0 / 6  | 4-6            |
| Гамбург                      | -              | -              | -              | -              | -              | 1Р             | 1Р             | 1Р             | Не АТР Мастерс | Не АТР Мастерс | Не АТР Мастерс | Не АТР Мастерс | Не АТР Мастерс | Не АТР Мастерс | Не АТР Мастерс | Не АТР Мастерс | 0 / 3  | 0-3            |
| Статистика за карьеру        |                |                |                |                |                |                |                |                |                |                |                |                |                |                |                |                |        |                |
| Проведено финалов            | 0              | 0              | 0              | 0              | 0              | 2              | 2              | 3              | 1              | 0              | 1              | 0              | 0              | 0              | 0              | 0              |        | 9              |
| Выиграно турниров АТП        | 0              | 0              | 0              | 0              | 0              | 1              | 2              | 2              | 1              | 0              | 1              | 0              | 0              | 0              | 0              | 0              |        | 7              |
| В/П: всего                   | 3-1            | 0-0            | 2-3            | 12-17          | 17-15          | 45-31          | 28-23          | 34-22          | 14-17          | 6-9            | 20-17          | 3-11           | 31-21          | 14-19          | 1-7            | 1-5            |        | 231-218        |
| Σ % побед                    | 75 %           | 0 %            | 40 %           | 41 %           | 53 %           | 59 %           | 55 %           | 61 %           | 45 %           | 40 %           | 54 %           | 21 %           | 60 %           | 42 %           | 13 %           | 17 %           |        | 51 %           |

| Турнир                       | 2004  | 2006  | 2007  | 2008  | 2009          | 2010          | 2011          | 2012  | 2013  | 2014  | 2016  | Итог   | В/П за карьеру |
| ---------------------------- | ----- | ----- | ----- | ----- | ------------- | ------------- | ------------- | ----- | ----- | ----- | ----- | ------ | -------------- |
| Турниры Большого шлема       |       |       |       |       |               |               |               |       |       |       |       |        |                |
| Открытый чемпионат Австралии | -     | -     | -     | 1Р    | 2Р            | -             | 1Р            | 1Р    | -     | 2Р    | 1Р    | 0 / 6  | 2-6            |
| Открытый чемпионат Франции   | 1Р    | 1Р    | 1/4   | 1/2   | 1/4           | 1Р            | -             | -     | 1Р    | 1Р    | 1Р    | 0 / 9  | 10-9           |
| Уимблдонский турнир          | -     | 1Р    | 2Р    | 2Р    | 1Р            | 1Р            | 2Р            | 1Р    | 1Р    | 2Р    | -     | 0 / 9  | 4-9            |
| Открытый чемпионат США       | -     | 1Р    | 1Р    | 3Р    | 1Р            | 1Р            | 1Р            | -     | 1Р    | -     | -     | 0 / 7  | 2-7            |
| Итог                         | 0 / 1 | 0 / 3 | 0 / 3 | 0 / 4 | 0 / 4         | 0 / 3         | 0 / 3         | 0 / 2 | 0 / 3 | 0 / 3 | 0 / 2 | 0 / 31 |                |
| В/П в сезоне                 | 0-1   | 0-3   | 4-3   | 7-4   | 4-4           | 0-3           | 1-3           | 0-2   | 0-3   | 2-3   | 0-2   |        | 18-31          |
| Олимпийские игры             |       |       |       |       |               |               |               |       |       |       |       |        |                |
| Летняя олимпиада             | -     | НП    | НП    | 2Р    | Не проводился | Не проводился | Не проводился | -     | НП    | НП    | -     | 0 / 1  | 1-1            |